# Jan Gunnar Solli
Jan Gunnar Solli (Arendal, 19 aprile 1981) è un ex calciatore norvegese, di ruolo centrocampista.

## Caratteristiche tecniche
Solli è un calciatore estremamente versatile, utilizzabile sia sulla linea di centrocampo che su quella di difesa.

## Carriera

### Club

#### Odd Grenland
Solli ha iniziato la carriera professionistica con la maglia dell'Odd Grenland. Ha esordito nell'Eliteserien il 16 aprile 2000, quando è subentrato a Christian Flindt-Bjerg nei minuti finali della sfida casalinga contro lo Stabæk, conclusasi con un pareggio per 2-2. L'unica rete ufficiale con questa maglia è arrivata il 7 agosto 2002, in un match valido per l'edizione stagionale del Norgesmesterskapet: è stato infatti Solli a fissare il punteggio sul definitivo 4-1 sullo Start. Il centrocampista ha contribuito a far arrivare l'Odd Grenland nella finale della competizione, persa però per 1-0 contro il Vålerenga.
All'inizio del 2003, ha sostenuto un provino per il Milan.

#### Rosenborg
Solli è passato al Rosenborg nel luglio 2003, in cambio di 5.750.000 corone. Il club era infatti alla ricerca di un giovane centrocampista che potesse sostituire i veterani Ørjan Berg, Roar Strand e Odd Inge Olsen. Ha debuttato in squadra il 20 luglio, sostituendo Fredrik Winsnes nella sconfitta per 2-1 in casa del Tromsø. Il 30 luglio ha giocato il primo incontro nelle competizioni europee per club: è stato infatti impiegato nel secondo turno preliminare della Champions League 2002-2003, con Solli che è sceso in campo in luogo di Christer George nel corso del secondo tempo. Il 23 agosto ha segnato la prima rete nell'Eliteserien, contribuendo al 4-1 inflitto al Viking. Il 9 novembre, nella finale del Norgesmesterskapet 2003 contro il Bodø/Glimt, è entrato nel terreno da gioco in sostituzione di Strand nella seconda frazione della sfida, che si è protratta fino ai tempi supplementari: Solli ha segnato una doppietta che ha portato il punteggio sul definitivo 3-1 per il Rosenborg e scongiurando così l'ipotesi dei calci di rigore.
Solli, comunque, non è riuscito mai a diventare un titolare fisso in squadra. Nel corso del campionato 2006, è stato provato in posizione di ala destra, per poi essere schierato da terzino sulla stessa fascia.

#### Brann
Il 16 marzo 2007, è stato reso noto il suo trasferimento a titolo definitivo al Brann, in cambio di 6.000.000 di corone. Il suo ex tecnico, Knut Tørum, ha espresso il desiderio di tenerlo squadra, ma che la volontà del calciatore di trasferirsi al Brann fosse troppo forte. Ha esordito ufficialmente con questa maglia il 10 aprile, nella vittoria in casa dello Stabæk per 1-0. Il 20 maggio ha segnato la prima rete, nella vittoria per 0-5 sul Trio nel Norgesmesterskapet 2007. Il 30 settembre ha segnato la prima rete in campionato, fissando il punteggio sul definitivo 1-5 contro il Lillestrøm, sancendo così la vittoria esterna della sua squadra. Alla sua prima stagione nel club, ha contribuito alla vittoria in campionato. È stato un giocatore chiave per la squadra ed è diventato rapidamente uno dei calciatori preferiti della tifoseria.
Nei due campionati successivi, le sue prestazioni hanno subito una lieve flessione, anche a causa delle stagioni mediocri del club. Il campionato 2010, invece, è stato positivo: è stato l'ultimo con la maglia del Brann.

#### New York Red Bulls
Il 31 ottobre 2010, Solli ha dichiarato che non avrebbe continuato a giocare nel Brann, poiché ritenuta una squadra che troppo indebolita per le sue ambizioni. Ha dichiarato di essere vicino ai New York Red Bulls, ma soltanto nel caso in cui avesse superato le visite mediche di rito. L'accordo è stato ufficializzato il 26 gennaio 2011. Ha debuttato nella Major League Soccer il 19 marzo, schierato come terzino destro nel successo per 1-0 contro i Seattle Sounders.

#### Vålerenga
Il 26 gennaio 2013, il Vålerenga ha reso noto sul proprio sito di voler concedere un provino a Solli. Il 12 febbraio ha giocato un'amichevole contro il CSKA Mosca, in cui ha subito un lieve stiramento alla gamba, che lo avrebbe tenuto fuori per qualche settimana. Il 22 febbraio, comunque, ha firmato un contratto annuale con il Vålerenga e ha scelto la maglia numero 8. È tornato a calcare i campi dell'Eliteserien in data 16 marzo, quando è stato schierato titolare nella sconfitta per 3-1 contro il Brann. Il 5 aprile, è stato in campo nella sconfitta per 2-0 in casa dell'Odd: i tifosi avversari lo hanno bersagliato di fischi, memori del trasferimento ai rivali del Rosenborg di un decennio prima. Il giorno seguente, l'Odd ha chiesto scusa al giocatore sul proprio sito ufficiale. Ha lasciato il club a fine stagione.

#### Hammarby
Il 17 marzo 2014, ha firmato ufficialmente un contratto biennale con gli svedesi dell'Hammarby, in seconda serie nazionale. A fine stagione l'Hammarby conquistò la promozione in Allsvenskan. Il 15 ottobre 2015, dopo aver contribuito alla salvezza della squadra, è stato reso noto che avrebbe lasciato l'Hammarby al termine della stagione, in scadenza di contratto.

#### Skeid
Il 18 agosto 2016, libero da vincoli contrattuali, ha firmato un accordo con lo Skeid, compagine norvegese militante in 2. divisjon. Il 25 settembre ha giocato la prima partita, sostituendo Andreas Steinbakk-Olsen nel 5-1 inflitto all'Harstad. Ha disputato 4 partite in squadra, nel corso di questa porzione di stagione.

### Nazionale
Solli ha giocato 16 partite per la Norvegia under 21, con 3 reti all'attivo. Ha esordito il 16 aprile 2002, schierato titolare nella sconfitta per 2-1 contro la Svezia. Il 16 gennaio ha segnato la prima rete, nel pareggio per 1-1 con la Cina.
Il 20 agosto 2003 ha debuttato per la Nazionale maggiore: è sceso in campo in luogo di Frode Johnsen nel pareggio a reti inviolate in un'amichevole contro la Scozia. Il 6 settembre ha giocato in un match valido per le qualificazioni al campionato d'Europa 2004, perso per 1-0 contro la Bosnia ed Erzegovina. Il 28 aprile 2004 ha segnato la prima rete per la selezione scandinava, nel successo per 3-2 contro la Russia.
Il 12 ottobre 2005 è arrivata la 25ª apparizione in Nazionale, nella vittoria per 1-0 sulla Bielorussia. Gli è stato così riconosciuto dalla Norges Fotballforbund il Gullklokka.

## Statistiche

### Presenze e reti nei club
Statistiche aggiornate al 23 settembre 2017.
| Stagione                  | Club                      | Campionato                | Campionato | Campionato | Coppe nazionali | Coppe nazionali | Coppe nazionali | Coppe continentali | Coppe continentali | Coppe continentali | Supercoppe | Supercoppe | Supercoppe | Totale | Totale |
| Stagione                  | Club                      | Comp                      | Pres       | Reti       | Comp            | Pres            | Reti            | Comp               | Pres               | Reti               | Comp       | Pres       | Reti       | Pres   | Reti   |
| ------------------------- | ------------------------- | ------------------------- | ---------- | ---------- | --------------- | --------------- | --------------- | ------------------ | ------------------ | ------------------ | ---------- | ---------- | ---------- | ------ | ------ |
| 2000                      | Odd Grenland              | ES                        | 5          | 0          | CN              | 1               | 0               | -                  | -                  | -                  | -          | -          | -          | 6      | 0      |
| 2001                      | Odd Grenland              | ES                        | 13         | 0          | CN              | 2               | 0               | -                  | -                  | -                  | -          | -          | -          | 15     | 0      |
| 2002                      | Odd Grenland              | ES                        | 25         | 0          | CN              | 6               | 1               | -                  | -                  | -                  | -          | -          | -          | 31     | 1      |
| 2003                      | Odd Grenland              | ES                        | 11         | 0          | CN              | 2               | 0               | -                  | -                  | -                  | -          | -          | -          | 13     | 0      |
| Totale Odd Grenland       | Totale Odd Grenland       | Totale Odd Grenland       | 54         | 0          |                 | 11              | 1               |                    | -                  | -                  |            | -          | -          | 65     | 1      |
| 2003                      | Rosenborg                 | ES                        | 14         | 1          | CN              | 0               | 0               | UCL+CU             | 4+6                | 0+1                | -          | -          | -          | 24     | 2      |
| 2004                      | Rosenborg                 | ES                        | 22         | 0          | CN              | 2               | 0               | UCL                | 10                 | 1                  | -          | -          | -          | 34     | 1      |
| 2005                      | Rosenborg                 | ES                        | 25         | 0          | CN              | 4               | 1               | UCL+CU             | 7+2                | 1+0                | -          | -          | -          | 38     | 2      |
| 2006                      | Rosenborg                 | ES                        | 24         | 2          | CN              | 5               | 2               | -                  | -                  | -                  | -          | -          | -          | 29     | 4      |
| Totale Rosenborg          | Totale Rosenborg          | Totale Rosenborg          | 85         | 3          |                 | 11              | 3               |                    | 29                 | 3                  |            | -          | -          | 125    | 9      |
| 2007                      | Brann                     | ES                        | 25         | 2          | CN              | 3               | 2               | CU                 | 9                  | 2                  | -          | -          | -          | 37     | 6      |
| 2008                      | Brann                     | ES                        | 22         | 1          | CN              | 3               | 0               | UCL+CU             | 2+2                | 0+1                | -          | -          | -          | 29     | 2      |
| 2009                      | Brann                     | ES                        | 28         | 3          | CN              | 4               | 2               | -                  | -                  | -                  | -          | -          | -          | 32     | 5      |
| 2010                      | Brann                     | ES                        | 22         | 2          | CN              | 2               | 0               | -                  | -                  | -                  | -          | -          | -          | 24     | 2      |
| Totale Brann              | Totale Brann              | Totale Brann              | 97         | 8          |                 | 12              | 4               |                    | 13                 | 3                  |            | -          | -          | 122    | 15     |
| 2011                      | New York Red Bulls        | MLS                       | 33         | 0          | OC              | ?               | ?               | -                  | -                  | -                  | -          | -          | -          | 33     | 0      |
| 2012                      | New York Red Bulls        | MLS                       | 24         | 3          | OC              | 2               | 0               | -                  | -                  | -                  | -          | -          | -          | 26     | 3      |
| Totale New York Red Bulls | Totale New York Red Bulls | Totale New York Red Bulls | 57         | 3          |                 | ?               | ?               |                    | -                  | -                  |            | -          | -          | ?      | ?      |
| 2013                      | Vålerenga                 | ES                        | 21         | 2          | CN              | 2               | 0               | -                  | -                  | -                  | -          | -          | -          | 23     | 2      |
| 2014                      | Hammarby                  | S                         | 25         | 1          | CS              | 4               | 0               | -                  | -                  | -                  | -          | -          | -          | 29     | 1      |
| 2015                      | Hammarby                  | A                         | 17         | 1          | CS              | 1               | 0               | -                  | -                  | -                  | -          | -          | -          | 18     | 1      |
| Totale Hammarby           | Totale Hammarby           | Totale Hammarby           | 42         | 2          |                 | 5               | 0               |                    | -                  | -                  |            | -          | -          | 47     | 2      |
| ago.-dic. 2016            | Skeid                     | 2D                        | 4          | 0          | CN              | -               | -               | -                  | -                  | -                  | -          | -          | -          | 4      | 0      |
| Totale                    | Totale                    | Totale                    | 360        | 18         |                 | ?               | ?               |                    | 42                 | 6                  |            | -          | -          | ?      | ?      |

### Cronologia presenze e reti in Nazionale
| Cronologia completa delle presenze e delle reti in nazionale ― Norvegia | Cronologia completa delle presenze e delle reti in nazionale ― Norvegia | Cronologia completa delle presenze e delle reti in nazionale ― Norvegia | Cronologia completa delle presenze e delle reti in nazionale ― Norvegia | Cronologia completa delle presenze e delle reti in nazionale ― Norvegia | Cronologia completa delle presenze e delle reti in nazionale ― Norvegia | Cronologia completa delle presenze e delle reti in nazionale ― Norvegia | Cronologia completa delle presenze e delle reti in nazionale ― Norvegia |
| Data                                                                    | Città                                                                   | In casa                                                                 | Risultato                                                               | Ospiti                                                                  | Competizione                                                            | Reti                                                                    | Note                                                                    |
| ----------------------------------------------------------------------- | ----------------------------------------------------------------------- | ----------------------------------------------------------------------- | ----------------------------------------------------------------------- | ----------------------------------------------------------------------- | ----------------------------------------------------------------------- | ----------------------------------------------------------------------- | ----------------------------------------------------------------------- |
| 20-8-2003                                                               | Oslo                                                                    | Norvegia                                                                | 0 – 0                                                                   | Scozia                                                                  | Amichevole                                                              | -                                                                       |                                                                         |
| 6-9-2003                                                                | Zenica                                                                  | Bosnia ed Erzegovina                                                    | 1 – 0                                                                   | Norvegia                                                                | Qual. Euro 2004                                                         | -                                                                       |                                                                         |
| 10-9-2003                                                               | Oslo                                                                    | Norvegia                                                                | 0 – 1                                                                   | Portogallo                                                              | Amichevole                                                              | -                                                                       |                                                                         |
| 15-11-2003                                                              | Valencia                                                                | Spagna                                                                  | 2 – 1                                                                   | Norvegia                                                                | Qual. Euro 2004                                                         | -                                                                       |                                                                         |
| 19-11-2003                                                              | Oslo                                                                    | Norvegia                                                                | 0 – 3                                                                   | Spagna                                                                  | Qual. Euro 2004                                                         | -                                                                       |                                                                         |
| 22-1-2004                                                               | Hong Kong                                                               | Svezia                                                                  | 0 – 3                                                                   | Norvegia                                                                | Amichevole                                                              | -                                                                       |                                                                         |
| 25-1-2004                                                               | Hong Kong                                                               | Honduras                                                                | 1 – 3                                                                   | Norvegia                                                                | Amichevole                                                              | -                                                                       |                                                                         |
| 28-1-2004                                                               | Singapore                                                               | Singapore                                                               | 2 – 5                                                                   | Norvegia                                                                | Amichevole                                                              | -                                                                       |                                                                         |
| 31-3-2004                                                               | Belgrado                                                                | Serbia e Montenegro                                                     | 0 – 1                                                                   | Norvegia                                                                | Amichevole                                                              | -                                                                       |                                                                         |
| 28-4-2004                                                               | Oslo                                                                    | Norvegia                                                                | 3 – 2                                                                   | Russia                                                                  | Amichevole                                                              | 1                                                                       |                                                                         |
| 27-5-2004                                                               | Oslo                                                                    | Norvegia                                                                | 0 – 0                                                                   | Galles                                                                  | Amichevole                                                              | -                                                                       |                                                                         |
| 18-8-2004                                                               | Oslo                                                                    | Norvegia                                                                | 2 – 2                                                                   | Belgio                                                                  | Amichevole                                                              | -                                                                       |                                                                         |
| 4-9-2004                                                                | Palermo                                                                 | Italia                                                                  | 2 – 1                                                                   | Norvegia                                                                | Qual. Mondiali 2006                                                     | -                                                                       |                                                                         |
| 8-9-2004                                                                | Oslo                                                                    | Norvegia                                                                | 1 – 1                                                                   | Bielorussia                                                             | Qual. Mondiali 2006                                                     | -                                                                       |                                                                         |
| 9-10-2004                                                               | Glasgow                                                                 | Scozia                                                                  | 0 – 1                                                                   | Norvegia                                                                | Qual. Mondiali 2006                                                     | -                                                                       |                                                                         |
| 13-10-2004                                                              | Oslo                                                                    | Norvegia                                                                | 3 – 0                                                                   | Slovenia                                                                | Qual. Mondiali 2006                                                     | -                                                                       |                                                                         |
| 30-3-2005                                                               | Chișinău                                                                | Moldavia                                                                | 0 – 0                                                                   | Norvegia                                                                | Qual. Mondiali 2006                                                     | -                                                                       |                                                                         |
| 20-4-2005                                                               | Tallinn                                                                 | Estonia                                                                 | 1 – 2                                                                   | Norvegia                                                                | Amichevole                                                              | -                                                                       |                                                                         |
| 24-5-2005                                                               | Oslo                                                                    | Norvegia                                                                | 1 – 0                                                                   | Costa Rica                                                              | Amichevole                                                              | -                                                                       |                                                                         |
| 4-6-2005                                                                | Oslo                                                                    | Norvegia                                                                | 0 – 0                                                                   | Italia                                                                  | Qual. Mondiali 2006                                                     | -                                                                       |                                                                         |
| 8-6-2005                                                                | Stoccolma                                                               | Svezia                                                                  | 2 – 3                                                                   | Norvegia                                                                | Amichevole                                                              | -                                                                       |                                                                         |
| 3-9-2005                                                                | Celje                                                                   | Slovenia                                                                | 2 – 3                                                                   | Norvegia                                                                | Qual. Mondiali 2006                                                     | -                                                                       |                                                                         |
| 7-9-2005                                                                | Oslo                                                                    | Norvegia                                                                | 1 – 2                                                                   | Scozia                                                                  | Qual. Mondiali 2006                                                     | -                                                                       |                                                                         |
| 8-10-2005                                                               | Oslo                                                                    | Norvegia                                                                | 1 – 0                                                                   | Moldavia                                                                | Qual. Mondiali 2006                                                     | -                                                                       |                                                                         |
| 12-10-2005                                                              | Minsk                                                                   | Bielorussia                                                             | 0 – 1                                                                   | Norvegia                                                                | Qual. Mondiali 2006                                                     | -                                                                       |                                                                         |
| 12-11-2005                                                              | Oslo                                                                    | Norvegia                                                                | 0 – 1                                                                   | Rep. Ceca                                                               | Qual. Mondiali 2006                                                     | -                                                                       |                                                                         |
| 16-11-2005                                                              | Praga                                                                   | Rep. Ceca                                                               | 1 – 0                                                                   | Norvegia                                                                | Qual. Mondiali 2006                                                     | -                                                                       |                                                                         |
| 1-3-2006                                                                | Dakar                                                                   | Senegal                                                                 | 2 – 1                                                                   | Norvegia                                                                | Amichevole                                                              | -                                                                       |                                                                         |
| 15-11-2006                                                              | Belgrado                                                                | Serbia                                                                  | 1 – 1                                                                   | Norvegia                                                                | Amichevole                                                              | -                                                                       |                                                                         |
| 22-8-2007                                                               | Oslo                                                                    | Norvegia                                                                | 2 – 1                                                                   | Argentina                                                               | Amichevole                                                              | -                                                                       |                                                                         |
| 12-9-2007                                                               | Oslo                                                                    | Norvegia                                                                | 2 – 2                                                                   | Grecia                                                                  | Qual. Euro 2008                                                         | -                                                                       |                                                                         |
| 17-10-2007                                                              | Sarajevo                                                                | Bosnia ed Erzegovina                                                    | 0 – 2                                                                   | Norvegia                                                                | Qual. Euro 2008                                                         | -                                                                       |                                                                         |
| 26-3-2008                                                               | Podgorica                                                               | Montenegro                                                              | 3 – 1                                                                   | Norvegia                                                                | Amichevole                                                              | -                                                                       |                                                                         |
| 28-5-2008                                                               | Oslo                                                                    | Norvegia                                                                | 2 – 2                                                                   | Uruguay                                                                 | Amichevole                                                              | -                                                                       |                                                                         |
| 19-11-2008                                                              | Dnipropetrovs'k                                                         | Ucraina                                                                 | 1 – 0                                                                   | Norvegia                                                                | Amichevole                                                              | -                                                                       |                                                                         |
| 28-3-2009                                                               | Rustenburg                                                              | Sudafrica                                                               | 2 – 1                                                                   | Norvegia                                                                | Amichevole                                                              | -                                                                       |                                                                         |
| 1-4-2009                                                                | Oslo                                                                    | Norvegia                                                                | 3 – 2                                                                   | Finlandia                                                               | Amichevole                                                              | -                                                                       |                                                                         |
| 14-11-2009                                                              | Ginevra                                                                 | Svizzera                                                                | 0 – 1                                                                   | Norvegia                                                                | Amichevole                                                              | -                                                                       |                                                                         |
| 11-8-2010                                                               | Oslo                                                                    | Norvegia                                                                | 2 – 1                                                                   | Francia                                                                 | Amichevole                                                              | -                                                                       |                                                                         |
| 3-9-2010                                                                | Reykjavík                                                               | Islanda                                                                 | 1 – 2                                                                   | Norvegia                                                                | Qual. Euro 2012                                                         | -                                                                       |                                                                         |
| Totale                                                                  |                                                                         | Presenze                                                                | 40                                                                      |                                                                         | Reti                                                                    | 1                                                                       |                                                                         |

## Palmarès

### Club
- Campionato norvegese: 4

Rosenborg: 2003, 2004, 2006
Brann: 2007
- Coppa di Norvegia: 1

Rosenborg: 2003

#### Individuale
- Gullklokka

2005